# Entedon gracilior
Entedon gracilior är en stekelart som beskrevs av Graham 1971. Entedon gracilior ingår i släktet Entedon och familjen finglanssteklar. Arten är reproducerande i Sverige. Inga underarter finns listade i Catalogue of Life.